# تاي لو
تاي لو (بالإنجليزية: Ty Law)‏ هو لاعب كرة قدم أمريكية أمريكي، ولد في 10 فبراير 1974 في أليكويبا في الولايات المتحدة.

## وصلات خارجية
- تاي لو على موقع مرجع كرة القدم المحترفة.كوم (الإنجليزية)